# 鮑德溫冰原島峰
70°19′S 64°24′E / 70.317°S 64.400°E
鮑德溫冰原島峰（英語：Baldwin Nunatak）是南極洲的冰原島峰，位於麥克羅伯特森地，屬於查爾斯王子山脈的一部分，根據澳大利亞的測量和空中照片被繪入地圖，以莫森站的氣象觀測員命名。